# Gioventù
Gioventù é a mais reverenciada obra de Eliseu Visconti, pintor e designer brasileiro, um dos mais importantes artistas da transição para a modernidade. Visconti concluiu sua formação em Paris, em plena belle époque, aberto às influências do impressionismo, do art-nouveau, do pontilhismo e do simbolismo, estilos que traduziam o grande passo das artes plásticas para a modernidade. Gioventù é uma obra simbolista, considerada por Rafael Cardoso como um dos quadros mais intrigantes da história da arte brasileira. Eliseu Visconti pintou a Gioventù em 1898, em Paris. O óleo sobre tela, medindo 65 x 49 cm, encontra-se no Museu Nacional de Belas Artes do Rio de Janeiro.

## A Mona Lisa brasileira
Apontada como uma das obras primas da pintura nacional, Gioventù foi citada diversas vezes como sendo a Mona Lisa brasileira, a nossa Gioconda. Hugo Auler, Edson Motta e Rafael Cardoso, em diferentes épocas, aludiram a possíveis pontos de contato entre as duas obras.
Em 1967, no Correio Braziliense, Hugo Auler, em longo artigo sobre Visconti, comenta que "a tela Gioventù equipara-se à Gioconda, de Leonardo da Vinci, pelo que tem de sensibilidade e de composição. A paisagem em profundidade, cuja perceptividade ainda é formada por um renque de árvores, de modo a dilargar o espaço pictorial, o colorido suave e etéreo, a fatura de óleo, a figura da menina moça despida de sensualismo a lembrar uma figura do pré-rafaelismo, onde são mais eloquentes do que as palavras a linguagem da tensão do corpo e a penetração do olhar, misto de timidez, de aturdimento e de abstração, tornam esta obra de arte uma peça autêntica de museu.”
Edson Motta, em entrevista concedida em 1979 a Danusia Bárbara, para o Jornal do Brasil, considerou que a Gioventù era a Mona Lisa do Museu Nacional de Belas Artes do Rio de Janeiro, instituição da qual era Diretor à época.
Embora afirme não ser possível comparar as duas obras, pois a Mona Lisa de Da Vinci tem uma vantagem de quatrocentos anos de existência, além de ser a pintura mais célebre do mundo, Rafael Cardoso vê um ponto de contato inegável entre as duas obras: No ar de mistério que emana do enigmático dedinho no queixo da moçoila de Visconti e do levíssimo esboço de sorriso em sua pequena boca bem pintada. Cardoso vai mais longe, ao considerar bastante plausível a hipótese de que Visconti “quisesse que, nós espectadores, ao depararmos com seu quadro, fôssemos remetidos à famosíssima dama de Da Vinci.” Tem como argumento o fato de que, tendo Visconti nascido na Itália e estando se aperfeiçoando em Paris, seria impossível fugir dessa referência óbvia ao pintar o retrato de uma moça contra um fundo paisagístico. E ainda batizá-lo com um título em italiano iniciado com a sílaba gio. Para Rafael Cardoso, talvez Visconti, então com 32 anos, tivesse a intuição de que pintava a sua obra-prima.

## História
Essa pintura de Eliseu Visconti foi concluída em 1898, quando o artista encontrava-se em Paris por conta da bolsa de estudos que conseguira, após vencer o primeiro concurso da República, da Escola Nacional de Belas Artes, em 1892.
A obra foi exposta pela primeira vez no Salon de La Societé Nationale dês Beaux-Arts, de Paris, em 1899, com o título de “Melancolie”. Ainda com esse título, conquistou a medalha de prata na Exposição Universal de 1900, em Paris.
No Brasil, participou das mais importantes exposições de Visconti, desde a sua primeira individual, em 1901, até a grande retrospectiva “Eliseu Visconti – A Modernidade Antecipada” realizada na Pinacoteca do Estado de São Paulo em 2011 e no Museu Nacional de Belas Artes do Rio de Janeiro em 2012, sempre com o título Gioventù. Ou seja, Visconti modificou o título da obra ao trazê-la para sua primeira exposição no Brasil, em 1901. A tela foi exposta também na II Bienal de Arte de São Paulo, em 1954, na Sala Especial dedicada a Eliseu Visconti.
Visconti vendeu a obra para o Sr. Silva Vieitas em março de 1902, logo após portanto a sua primeira exposição individual. Quase quarenta anos depois, período para o qual não se tem notícias de outros proprietários, a obra foi doada ao Museu Nacional de Belas Artes por E. G. Fontes, em janeiro de 1941, onde se encontra hoje exposta na Galeria de Arte Brasileira do Século XIX dessa instituição, no Rio de Janeiro.
Sempre reproduzida em publicações, revistas e catálogos nacionais que citam Visconti, Gioventù mereceu também reprodução na revista inglesa The Studio, em 1902, e no catálogo Brasil Body & Soul, do Guggenheim Museum, em 2001.
Em 1966 os Correios do Brasil lançaram o selo comemorativo do centenário de nascimento de Eliseu Visconti, ilustrado com a imagem da obra do artista “Gioventù”.
Em abril de 2011, patrocinadores americanos do Museu do Louvre visitaram o Museu Nacional de Belas Artes, no Rio de Janeiro. Gioventù foi a obra que mais impressionou o grupo.

## Comentários
Para Mirian N. Seraphim, o aspecto frágil e vulnerável, de prazeroso abandono, da menina-moça representada na pintura,  caracterizado na mão deixada displicentemente sobre o colo, está presente em praticamente todos os nus femininos viscontinianos.
Gioventù é da época em que Visconti produz também Recompensa de São Sebastião e Oréadas, todas obras premiadas e, segundo Ligia Martins Costa, composições cheias de imaginação, pureza, graça, poesia, tipos idealizados, atingindo o primeiro apogeu da carreira de Visconti. O nu se eleva a qualquer coisa de etéreo. A delicadeza de inspiração se alia a de execução. Há extrema sensibilidade nas expressões fisionômicas, sutileza do modelado e caráter linear das figuras que faz lembrar Botticelli. Embora apresentem vários predicados em comum, são peças bem diferentes, não só em tema, como em linha de composição e em colorido. Gioventù sublima todas as características dessa fase do pintor. A simplicidade e  a candura de que se reveste, fá-la superar tudo que se fez na Europa sob a mesma influencia pré-rafaelita.
Eliseu Visconti assimilou livremente as linguagens correntes de sua época e as usou como quis. Acrescentou-lhes certo gosto pelo realismo e até um sabor clássico, como o que aparece em sua famosa obra-prima Gioventù, de 1898.Pelo desenho e modelado ela lembra ninguém menos que Botticelli –assim como  O Progresso está perto de Monet. Grande pintor heterodoxo, Visconti criou o seu estilo e se move na transição entre dois séculos fazendo arte de alta qualidade.
Gonzaga Duque, o mais renomado crítico de arte do século XIX, comentou sobre a obra de Eliseu Visconti: Olhe-se, pois, para essa Gioventú, distinguida como a Dança das Oreadas com a ambicionada medalha de prata da Exposição Universal de 1900. A casta beleza que observamos na Dança, frisantemente na citada figurinha loura, a que a ortodoxia moralista não deformou com a insexualização de irrisório decoro, aquela casta beleza impressionante que nos deixa as pupilas umedecidas de ternura, transunda mais comovedora nesse adorável pré-rafaelismo que nos fixa, abstrata e tímida, como aturdida do esplendor da vida ardendo no seu franzino busto de menina a se fazer moça
No mais recente livro sobre Eliseu Visconti, a tela Gioventù recebe o olhar detalhado de Luciano Migliaccio: ...em Gioventù, baseado na versão do pontilhismo de Aman-Jean, sutiliza a matéria até reduzi-la à transparência, manifestação de uma luz intelectual. No entanto, quer evitar também que a forma diáfana do corpo seja iluminada diretamente, de maneira natural, pela luz do fundo. Por isso, destaca o rosto por meio da massa escura dos cabelos. No plano posterior, à esquerda, há o brilho de uma correnteza de água, e os troncos das árvores, dispostos contra as razões da perspectiva tradicional, obedecendo aos princípios compositivos das paisagens japonesas, levam a luz até o primeiro plano onde ela se materializa na pele cândida da moça, nos brancos inquietos e transparentes das pombas. O candor da moça e dos pássaros é destacado ainda mais pelo véu amarelo e pela vegetação verde-escura e avermelhada. Aludindo aos espinhos da idade da adolescência, à sua fragilidade, a moita também traduz em elemento visível outro lado do caráter da figura, sem cair em momento algum num naturalismo descritivo.

## Tributo a um mito
A tela Gioventù é considerada um mito  para o artista plástico Amador Perez, desde que aos 11 anos de idade se deparou com ela em uma visita ao Museu Nacional de Belas Artes. Perez decidiu comemorar seus 25 anos de carreira, em 1998, expondo no mesmo Museu uma série de 63 desenhos que têm como ponto de partida a obra Gioventù. Para Rafael Cardoso, o trabalho de Amador Perez se oferece ao olhar do espectador como uma obra nova, totalmente reconfigurada. Dividida em três partes - correspondendo a três técnicas: água-forte, serigrafia e ponta-seca — a menina dos olhos do artista aparece nos desenhos ocultada e revelada em três tempos. A mesma mostra foi exibida no Museu da Inconfidência em Ouro Preto em 1999.

## Uma pintura escondida

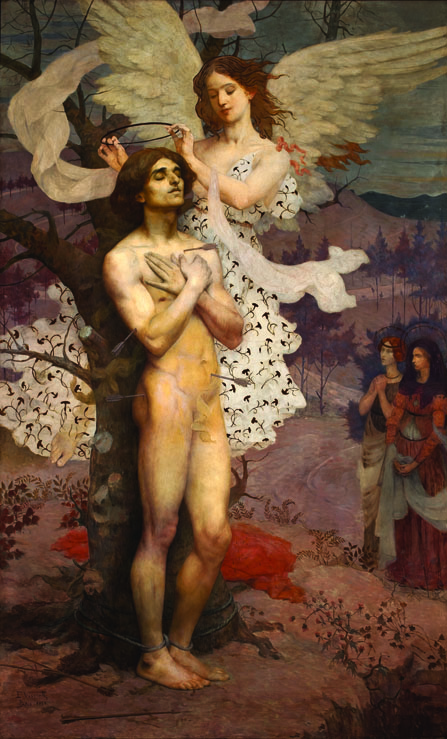
Recompensa de São Sebastião - 1898

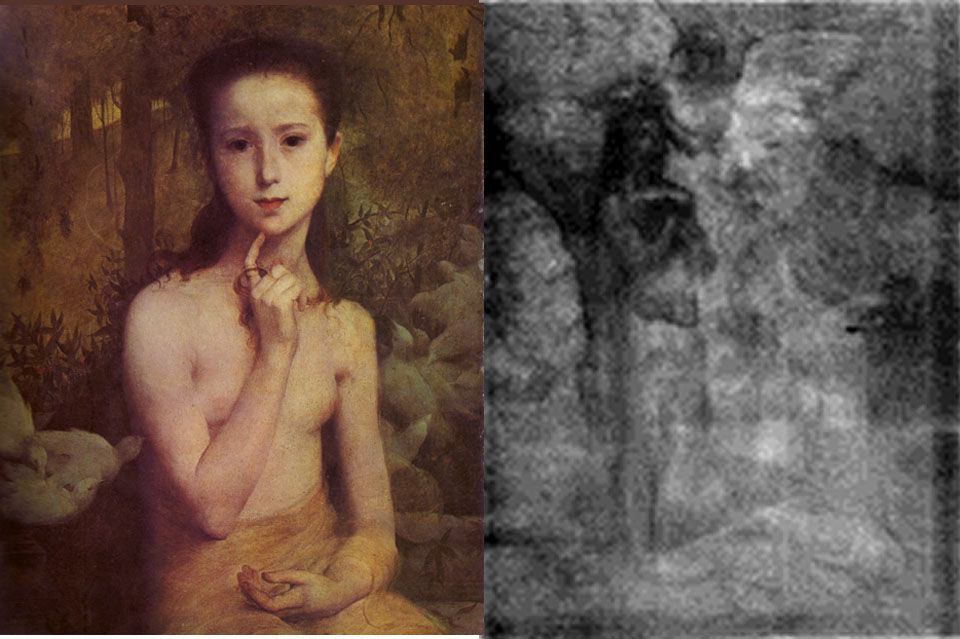
Gioventù e o estudo para Recompensa de São Sebastião, descoberto sob a pintura.

Um equipamento portátil, que funciona por fluorescência de raios X, permitiu uma importante revelação depois de utilizado no quadro Gioventú. Escondido sob a jovem retratada, foi encontrado um estudo para outra tela de Visconti, intitulada Recompensa de São Sebastião. O equipamento que permitiu essa intrigante descoberta foi desenvolvido pela pesquisadora brasileira Cristiane Calza, durante seu doutorado, concluído em 2007 na Universidade Federal do Rio de Janeiro. O sistema é capaz de identificar a época em que um quadro foi pintado, a composição de cores usadas pelo artista, a existência de retoques posteriores e até mesmo falsificações.
A tela Recompensa de São Sebastião, assim como Gioventù, foi premiada em exposição internacional, recebendo a medalha de ouro na Exposição Universal de Saint Louis, nos Estados Unidos, em 1904. Nas imagens de raios X, o anjo coroando de louros o São Sebastião amarrado a uma árvore aparece ainda com mais nitidez do que a moça de Gioventù. O pintor parece ter mudado de ideia depois do estudo porque, em vez de louros, no quadro terminado o anjo põe uma auréola sobre a cabeça do santo.

## Ligação externa
- «Página oficial e Catálogo Raisonné de Eliseu Visconti.»